# Zeilendorf

Zeilendorf

Das Zeilendorf gehört zu den historisch gewachsenen Dorfformen Mitteleuropas und besteht aus einer einzigen Häuserzeile bzw. Hofzeile, die regelmäßig und linear aneinander gereiht ist. Zeilendörfer sind geländebedingte Siedlungen, die vielfach am Rande breiter Täler liegen. Die Hausparzellen sind entlang der Dorfstraße gereiht. Sie haben hofanschließende Besitzstreifen.
Die Gehöfte dieser ländlichen Siedlungsform sind streng linear angeordnet, weil sie sich entlang eines Weges oder eines kleinen oder größeren Gewässers erstrecken. Länglich halbiert können sie als Angerdorf oder kleines Straßendorf angesehen werden.
Vom Typus des Reihendorfes bzw. der Hufendörfer unterscheidet sich das Zeilendorf vor allem durch seine Regelmäßigkeit und dicht angrenzende Verbauung sowie die meist geringere Größe.
Ob vor den aneinandergebauten Häusern eines Zeilendorfs Vorgärten angelegt sind, hängt von der regionalen Tradition ab. Manche schmalen Zeilendörfer konnten sich nach baulichen Maßnahmen zu einem Angerdorf entwickeln (z. B. Jetzles bei Vitis) oder zu einem größeren Reihendorf (z. B. Kirchschlag bei Linz). Wird der einzeilige Siedlungskern auf die andere Gewässerseite verbreitert, können sich nun beidseits der Dorfstraße an die Höfe die zugehörigen streifenförmigen Grundparzellen anschließen.
Wenn die langgestreckten Äcker hinter einem ein- oder zweizeiligen Dorf eine Breite unter etwa 10 Meter haben (was früher oft durch Erbteilung geschah), werden sie im oberdeutschen Sprachraum als Streifen- oder Riemenparzellen bezeichnet. Durch Zusammenlegungen und Melioration können daraus wieder besser bewirtschaftbare Grundstücke entstehen.
Relativ langgestreckte Zeilendörfer sind manchmal an Flüssen entstanden, die durch ihre häufigen Überschwemmungen den Bau der Dorfstraße direkt am Rand der Flussterrasse erfordert haben, wo die Landwirtschaft ohnehin nur auf eine Seite beschränkt war. Ein solches Beispiel ist Spillern an der Donau (siehe 2. Weblink), dessen Häuserzeile erst in den letzten Jahrzehnten zum zweiseitigen Straßendorf wurde. Aus früheren Zeiten ist der Spruch überliefert, dass in Spillern „die Gänse nur auf der einen Seite gebraten werden.“ 

Durch den Bau des Bahndammes (1841) wurde auch die flusswärts gelegene Seite hochwassersicher, und die früheren „Hintauswege“ münden heute auf die bald nach der Bahn bebaute Landstraße, während flusswärts ein Donauarm versandete.